# Tawananna
Tawananna (écrit aussi Tavananna) est le titre dont héritait l'épouse royale hittite à la mort de la précédente détentrice, reine-mère ou précédente épouse. Elle conservait ce titre jusqu'à sa mort. Le titre passait alors soit à sa fille soit à la nouvelle épouse du roi, selon l'ordre de succession.
La Tawananna était reine-régente de l'Empire. Elle gouvernait lorsque le roi était éloigné sur les champs de bataille. Elle était Grande prêtresse tandis que le roi était Grand prêtre de l'Empire hittite. Les fonctions de la Tawananna étaient surtout religieuses.
Un exemple de Tawananna fut Puduhepa, épouse de Hattusili iii. Après la mort du roi, Puduhepa se chargea des relations diplomatiques avec la famille royale égyptienne et avec les vassaux de l'Empire hittite.
Comme le titre était détenu à vie, la nouvelle épouse d'un souverain n'était intronisée qu'après la mort de la Tawananna précédente. Il en résultait des rivalités entre la nouvelle reine et ses beau-fils, héritiers effectifs du pouvoir. Une tablette bilingue akkadien/hittite contenant le testament de Hattusili ier rapporte de tels incidents. Par exemple le roi Mursili ii eut de graves dissensions avec sa belle-mère la Tawananna Malnigal et il tenta de se débarrasser d'elle par des accusations de prodigalité, de sorcellerie, voire de meurtre sur son épouse Gassulawiya.
Les Tawanannas connues sont : Walanni, Nikkalmati, Asmunikal, Daduhepa, Henti et Malnigal.